# 亀代順哉
亀代 順哉（かめしろ じゅんや、1995年2月7日 - ）は、日本のプロゴルファー。徳島県那賀郡那賀町（旧鷲敷町）出身。

## 経歴
11歳のとき、姉のゴルフの練習についていったことがきっかけで、自身もゴルフを始める。その後、香川西高等学校から大阪学院大学へ進学する。
大学4年次の2016年、日本アマチュアゴルフ選手権競技で初優勝を果たす。同年12月5日、プロへ転向する。
2017年、アジアンツアーのクオリファイングトーナメントで3位に入り、SMBCシンガポールオープンでプロゴルファーとしてデビューする。また、この年からゴルフ用品メーカー・PING社と契約を結ぶ。

## 人物
亀代のゴルファーとしての武器は、平均300ヤードを超えるドライバーショットである。その源は強靭な足腰にあり、特に太もも回りは2016年の時点で70cmあるという。
女子プロゴルファー：渋野日向子（サントリー）のコーチとして知られる青木翔の指導をアマチュア時代より受けている。

## 表彰歴
- 2017年 - 第60回関西スポーツ賞（個人賞）[9]